# Bruce DeSilva
Bruce DeSilva (Taunton, 1946) è uno scrittore e giornalista statunitense di romanzi polizieschi.

## Biografia
Nato nel 1946 a Tauton, Massachusetts, vive e lavora con la moglie, la poetessa Patricia Smith, a Howell, nel New Jersey.
Prima d'intraprendere la carriera di giallista, ha lavorato per 40 anni nel mondo del giornalismo, svolgendo diverse mansioni, dal coach di scrittura presso l'Associated Press al reporter investigativo e all'editor per i quotidiani Hartford Courant e Providence Journal vincendo e facendo vincere numerosi riconoscimenti.
A partire dal 2011 con Il piromane, vincitore di un Edgar e di un Macavity, ha pubblicato 5 romanzi gialli con protagonista il giornalista Liam Mulligan.

## Opere

### Serie Liam Mulligan
1. Il piromane (Rogue Island, 2011), Firenze-Milano, Giunti, 2012 traduzione di Mauro Boncompagni ISBN 978-88-09-77067-6.
2. Il vizio del male (Cliff Walk, 2012), Firenze-Milano, Giunti, 2018 traduzione di Mauro Boncompagni ISBN 978-88-09-78797-1.
3. Providence Rag (2014)
4. A Scourge of Vipers (2015)
5. The Dread Line (2016)

### Saggi
- The Straight Scoop: an expert guide to great community journalism scritto con John Mura (1996)

## Premi e riconoscimenti
- Premio Macavity per il miglior romanzo d'esordio: 2011 con Il piromane[5]
- Edgar Award per il miglior primo romanzo di un autore americano: 2011 con Il piromane[6]